# David Jacques
 (avril 2023).
La mise en forme du texte ne suit pas les recommandations de Wikipédia : il faut le « wikifier ».
Les points d'amélioration suivants sont les cas les plus fréquents :
- Les titres sont pré-formatés par le logiciel. Ils ne sont ni en capitales, ni en gras.
- Le texte ne doit pas être écrit en capitales (les noms de famille non plus), ni en gras, ni en italique, ni en « petit »…
- Le gras n'est utilisé que pour surligner le titre de l'article dans l'introduction, une seule fois.
- L'italique est rarement utilisé : mots en langue étrangère, titres d'œuvres, noms de bateaux, etc.
- Les citations ne sont pas en italique mais en corps de texte normal. Elles sont entourées par des guillemets français : « et ».
- Les listes à puces sont à éviter, des paragraphes rédigés étant largement préférés. Les tableaux sont à réserver à la présentation de données structurées (résultats, etc.).
- Les appels de note de bas de page (petits chiffres en exposant, introduits par l'outil «  Source ») sont à placer entre la fin de phrase et le point final[comme ça].
- Les liens internes (vers d'autres articles de Wikipédia) sont à choisir avec parcimonie. Créez des liens vers des articles approfondissant le sujet. Les termes génériques sans rapport avec le sujet sont à éviter, ainsi que les répétitions de liens vers un même terme.
- Les liens externes sont à placer uniquement dans une section « Liens externes », à la fin de l'article. Ces liens sont à choisir avec parcimonie suivant les règles définies. Si un lien sert de source à l'article, son insertion dans le texte est à faire par les notes de bas de page.
- La présentation des références doit suivre les conventions bibliographiques. Il est recommandé d'utiliser les modèles {{Ouvrage}}, {{Chapitre}}, {{Article}}, {{Lien web}} et/ou {{Bibliographie}}. Le mode d'édition visuel peut mettre en forme automatiquement les références.
- Insérer une infobox (cadre d'informations à droite) n'est pas obligatoire pour parachever la mise en page.

Pour une aide détaillée, merci de consulter Aide:Wikification.
Si vous pensez que ces points ont été résolus, vous pouvez retirer ce bandeau et améliorer la mise en forme d'un autre article.

## David Jacques
David Jacques est un guitariste québécois originaire de Saint-Georges de Beauce.
Titulaire d’un doctorat en interprétation de la musique ancienne, il a collaboré à plus de 50 enregistrements sous étiquettes de disque réputées. David a donné plus de 4000 concerts dans 40 pays sur 5 continents différents. Il a été l’invité de plusieurs orchestres tels que les Violons du Roy, l’Orchestre symphonique de Québec, l’Orchestre Métropolitain et plusieurs autres. Également, il occupe le poste de professeur de luth et de guitare classique au Cégep de Sainte-Foy ainsi qu’à l’Université Laval.

### Enregistrements
David Jacques apparaît sur une cinquantaine d’enregistrements. Son répertoire est varié bien qu'il soit principalement constitué de musique classique.
En 2020 il fait paraître «14 Histoires de guitares», un album rassemblant 14 guitares fabriquées par les meilleurs luthiers des 400 dernières années. Sur cet album solo, David joue ces instruments et met ainsi en valeur chaque guitare en choisissant un répertoire qui les caractérise. L'an suivant, le deuxième tome de cet ouvrage paraît sous le nom de «15 Histoires de guitares vol.II». Celui-ci propose, plutôt, des guitares de l'époque romantique. Toutefois, la ligne conductrice de cet ouvrage est la même que celle de son prédécesseur, faire briller des instruments dans un répertoire propre au temps où ils ont été conçus.
En 2020, en plus de son album de guitares classiques, David Jacques apparaît dans l'extrait «T'es dans ma tête» interprété par le duo «Carmen & David». Le style musical est complètement différent. Le duo exploite la chanson sous forme d'arrangements aux sonorités Jazz. Carmen et David présentent plusieurs concerts par la suite. Leur répertoire est composé de chanson d'artiste francophone comme Édith Piaf, Félix Leclerc et Gilles Vigneault,.

### Collection
Dans une entrevue, David révèle se considérer comme un collectionneur depuis toujours. Il commence par collectionner les guitares des années 1960 et 1970. Au fil du temps, sa collection prend une tout autre tournure lorsqu'il commence à acquérir des guitares beaucoup plus anciennes, la plupart venant d'Europe. Sa collection comporte des guitares très rares, par exemple, une Voboam de 1665 et une guitare théorbe Villaume & Giron. Contrairement à l'habitude des collectionneurs, David joue ces guitares et les expose même en concert. Il est possible de les voir en action au Canada, mais aussi, ailleurs sur le globe, car David est actif internationalement.

### Enseignement
Parallèlement à ses activités d'interprète, David est professeur de guitare classique et de luth au Département de musique du Cégep de Sainte-Foy et à la Faculté de musique de l'Université Laval. Il fut, aussi, directeur de la programmation du Festival des musiques sacrées de Québec de 2008 à 2011. Il siège à parfois sur des jurys d’importants concours nationaux et internationaux.

### Discographie
Carmen et David - Swing manouche
Carmen et David - Grand voyageur
Ensemble N-F - Les amours
Jacques - Rémy Médard
Jacques - Romanza
Petit théâtre - Chants de Noël
OSQ - Grand messe de Vigneault
Anonymus - Le chant de Robin et Marion
Jacques - 14 miniatures
Compilation - Joyaux médiévaux
Terra Nova - L'odyssée vers Qc
Carmen et David - Bleu
Jacques - D'un ciel à l'autre
Ensemble caprice - Telemann et les gitans
Tango Boréal - Tango
Mozaïka - Vers l'orient
Plouffe - Viola d'amore
Duo Moulinié - Airs de cours
Patchwork - Claude Gagnon
Jacques/Gagné - Bidin' My Time
Ensemble N-F - Victoire sur le temps
Ensemble Caprice - Retour des anges
Ensemble Caprice - Salsa baroque
Tango Boréal - Éponyme
Ensemble Caprice - Chaconne
Jacques - Antoine Carré
Tango Boréal - 4 Buenos Aires
Marie-Josée Lord - Yo soy Maria
Tango Boréal - Bibliothèque interdite
Jacques - de Visée
Harmonie des saisons - Ciudades de oro
Tango Boréal - Pampa Blues
David Jacques - Voboam 1665
Bridges
Cadence
Romances de Berlioz
Jules Massenet - Intégrale des mélodies pour voix et piano
14 histoires de guitares
15 histoires de guitares vol.2